# خرت یان تنیسه
خرت یان تنیسه (هلندی: Gert-Jan Theunisse؛ زادهٔ ۱۴ ژانویهٔ ۱۹۶۳) دوچرخه‌سوار اهل هلند است.
از باشگاه‌هایی که در آن رکاب زده‌است می‌توان به تیم دوچرخه‌سواری پی‌دی‌ام اشاره کرد.